# Вестергольт
Вестергольт (нім. Westerholt) — громада в Німеччині, розташована в землі Нижня Саксонія. Входить до складу району Віттмунд. Складова частина об'єднання громад Гольтрім.
Площа — 14,63 км2. Населення становить 2651 ос. (станом на 31 грудня 2021).